# 9476 Vincenthuang
9476 Vincenthuang è un asteroide della fascia principale. Scoperto nel 1998, presenta un'orbita caratterizzata da un semiasse maggiore pari a 2,4517779 au e da un'eccentricità di 0,1100528, inclinata di 4,49127° rispetto all'eclittica.